# 西沙群岛

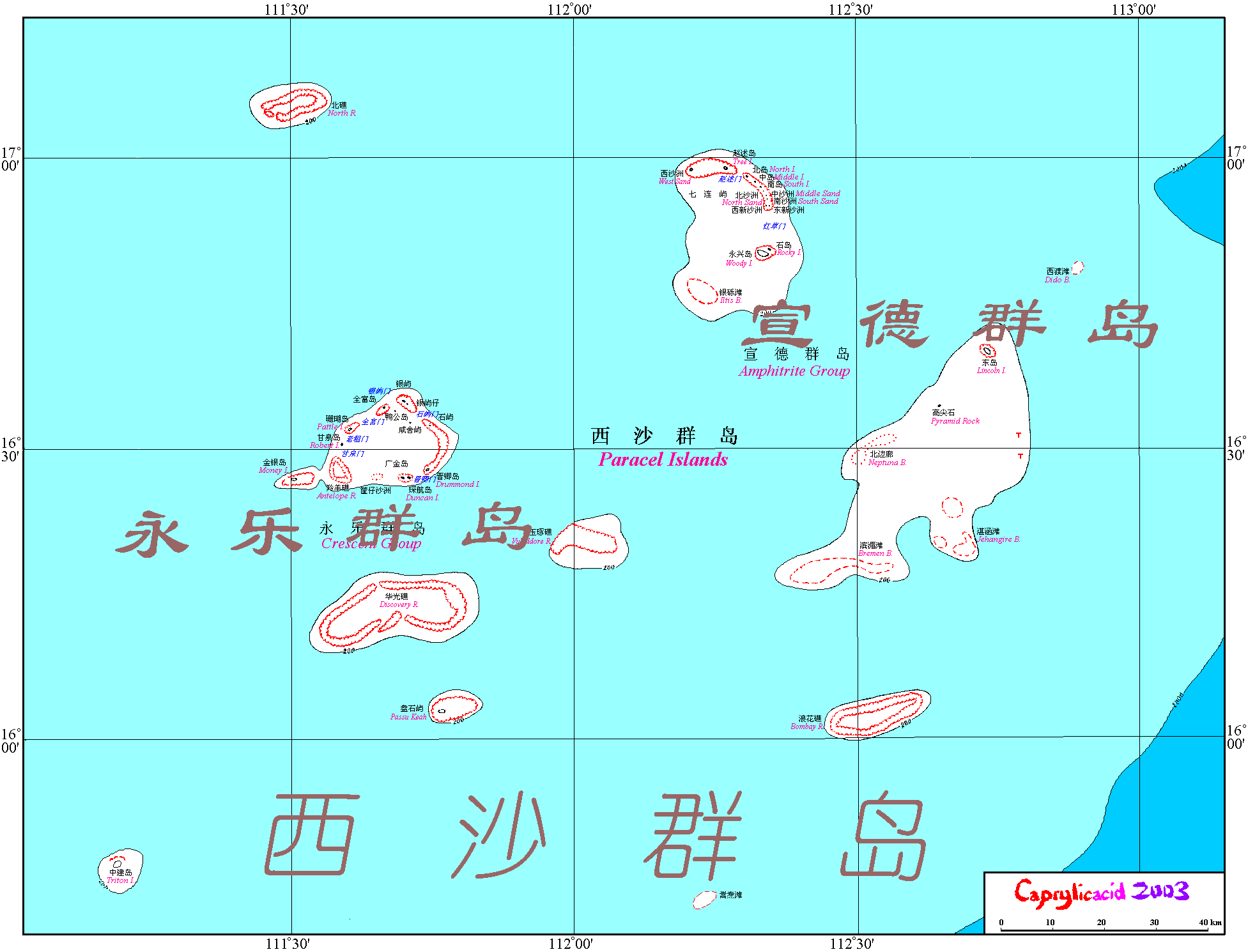
西沙群岛

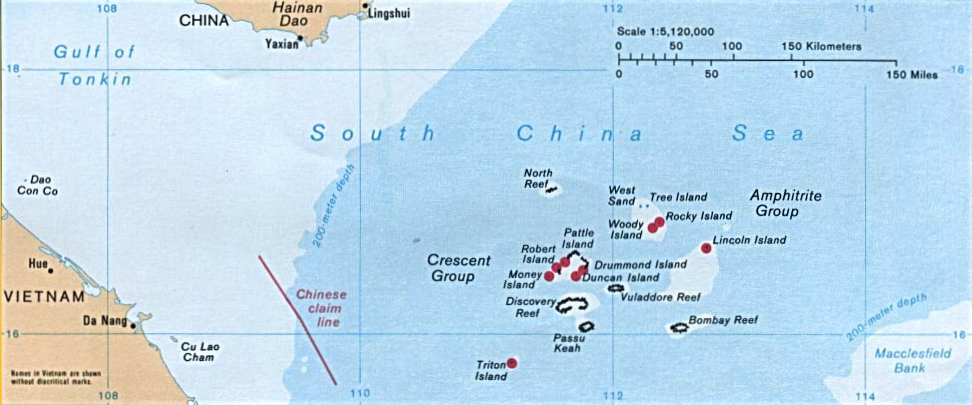
西沙群岛

西沙群岛，国际通称帕拉塞爾群島，越南称黄沙群岛（越南语：／），是南中国海上的四大群岛之一，明清時期与中沙群岛等地合稱為千里长沙。
中华人民共和国政府实际控制西沙群岛全境。主体由永乐群岛和宣德群岛组成，岛屿面积约10平方公里，海岸线总长518公里，海域面积50多万平方公里。
2012年6月21日，中华人民共和国政府将其划归海南省三沙市管辖，三沙市人民政府驻西沙群岛永兴岛。越南則将西沙群岛划归岘港市黄沙岛县管辖，中華民國政府將其置於高雄轄下，但亦未实际控制西沙群岛。
由于国共内战后，中华民国政府迁至台湾，西沙群岛中的珊瑚岛自1956年起由越南共和国所控制。1974年1月17日，越南共和国军又占领甘泉岛和金銀島。1974年1月19日，西沙爆发海戰，解放軍攻取珊瑚、甘泉、金銀三岛，南越军撤出整个西沙群岛。北越在統一越南前，曾經承認中國擁有西沙群島主權，但在統一越南後，對中國提出領土要求。

## 地理

### 位置
位于海南岛东南面180多海里。距离文昌县清澜港约330多公里。西面是永乐群岛，东面是宣德群岛。
- 永乐环礁：珊瑚岛、甘泉岛、金银岛、琛航岛、广金岛以及晋卿岛等。
- 宣德环礁：赵述岛、北岛、中岛、南岛、永兴岛和石岛7个主要岛屿等组成。
- 东岛环礁：东岛、高尖石两个岛屿和三个暗滩组成。
- 以及相对独立的中建岛、盘石屿两个岛屿，分别发育在各自的台礁和环礁上。
- 此外还有相对独立的华光礁、玉琢礁、浪花礁和北礁等四个环礁，尚未发育出露出水面的岛屿。

永乐群岛包括永乐环礁、中建岛、盘石屿、华光礁、玉琢礁和北礁共五个环礁和一个台礁，宣德群岛包括宣德环礁、东岛环礁、浪花礁三个环礁。

### 地形
西沙群岛中面积最大的永兴岛面积约3.2平方公里，西沙群岛有21个岛屿、7个沙洲，还有10多个暗礁暗滩，陆地总面积约10平方公里。西沙群岛海底地形为南海北部大陆坡的西沙台阶，是一个水深1500-2000米的高出南海中央深海平原的海底高原。西沙群岛珊瑚礁林立，有8座环礁，1座台礁，1座暗礁海滩，干出礁（高度在大潮高潮面以下、深度基准面之上的孤立岩石或珊瑚礁）礁体面积共有1836.4平方公里，其中礁坪面积221.6平方公里，礁湖面积1614.8平方公里。
| 中华人民共和国海南省三沙市西沙群岛列表 | 中华人民共和国海南省三沙市西沙群岛列表 | 中华人民共和国海南省三沙市西沙群岛列表 | 中华人民共和国海南省三沙市西沙群岛列表 | 中华人民共和国海南省三沙市西沙群岛列表 | 中华人民共和国海南省三沙市西沙群岛列表 | 中华人民共和国海南省三沙市西沙群岛列表 | 中华人民共和国海南省三沙市西沙群岛列表                | 中华人民共和国海南省三沙市西沙群岛列表 | 中华人民共和国海南省三沙市西沙群岛列表 |
| 岛屿名称（中国）                       | 岛屿名称（中国）                       | 岛屿名称（中国）                       | 岛屿名称（中国）                       | 中国渔民俗称                           | 国际称谓                               | 越南方面名称                           | 位置                                                  | 海拔（m）                              | 陆地面积（公顷）                       |
| -------------------------------------- | -------------------------------------- | -------------------------------------- | -------------------------------------- | -------------------------------------- | -------------------------------------- | -------------------------------------- | ----------------------------------------------------- | -------------------------------------- | -------------------------------------- |
| 西沙群岛                               | 西沙群岛                               | 西沙群岛                               | 西沙群岛                               |                                        | Paracel Islands                        | 群島黄沙 (Quần đảo Hoàng Sa)           |                                                       |                                        | 1000                                   |
| 永乐群岛                               | 永乐环礁                               | 甘泉岛                                 | 甘泉岛                                 | 圆岛、圆峙                             | Robert Island                          | 有日岛 (Đảo Hữu Nhật)                  | 16°30′28″N 111°35′10″E / 16.50778°N 111.58611°E       | 0+                                     | 30                                     |
| 永乐群岛                               | 永乐环礁                               | 珊瑚岛                                 | 珊瑚岛                                 | 老粗岛、老粗峙                         | Pattle Island                          | 黄沙岛 (Đảo Hoàng Sa)                  | 16°32′14″N 111°36′25″E / 16.53722°N 111.60694°E       | 9                                      | 31                                     |
| 永乐群岛                               | 永乐环礁                               | 金银岛                                 | 金银岛                                 | 尾岛、尾峙                             | Money Island                           | 光影岛 (Đảo Quang Ảnh)                 | 16°26′47″N 111°30′25″E / 16.44639°N 111.50694°E       | 0+                                     | 36                                     |
| 永乐群岛                               | 永乐环礁                               | 琛航岛                                 | 琛航岛                                 | 三脚、大三脚岛、三脚岛                 | Duncan Island                          | 光和岛 (Đảo Quang Hoà)                 | 16°27′11″N 111°42′41″E / 16.45306°N 111.71139°E       | 0+                                     | 32                                     |
| 永乐群岛                               | 永乐环礁                               | 广金岛                                 | 广金岛                                 | 三脚峙、小三脚岛                       | Palm Island                            | 光和西岛 (Đảo Quang Hoà Tây)           | 16°27′9″N 111°42′4″E / 16.45250°N 111.70111°E         | 0+                                     | 7.6                                    |
| 永乐群岛                               | 永乐环礁                               | 晋卿岛                                 | 晋卿岛                                 | 四江门、四江岛、世江峙                 | Drummond Island                        | 唯梦岛 (Đảo Duy Mộng)                  | 16°27′51″N 111°44′33″E / 16.46417°N 111.74250°E       | 0+                                     | 21                                     |
| 永乐群岛                               | 永乐环礁                               | 羚羊礁                                 | 羚羊礁                                 | 筐仔、筐仔峙                           | Antelope Reef                          | 海参礁 (Đá Hải Sâm)                    | 16°27′35″N 111°35′6″E / 16.45972°N 111.58500°E        | 0+                                     |                                        |
| 永乐群岛                               | 永乐环礁                               | 全富岛                                 | 全富岛                                 | 全富峙、全富、曲手                     | Quanfu Island                          | 𧎜花岛 (Đảo Ốc Hoa)                    | 16°34′N 111°40′E / 16.567°N 111.667°E                 | 0+                                     | 2                                      |
| 永乐群岛                               | 永乐环礁                               | 鸭公岛                                 | 鸭公岛                                 | 鸭公峙                                 | Yagong Island                          | 蚆蚆岛 (Đảo Ba Ba)                     | 16°34′N 111°41′E / 16.567°N 111.683°E                 | 3                                      | 0.98                                   |
| 永乐群岛                               | 永乐环礁                               | 银屿                                   | 银屿                                   | 龙坑                                   | Observation Bank                       | 砗磲滩 (Bãi Xà Cừ)                     | 16°35′3″N 111°42′39″E / 16.58417°N 111.71083°E        | 2                                      | 0.61                                   |
| 永乐群岛                               | 永乐环礁                               | 银屿仔                                 | 银屿仔                                 | 银峙仔                                 |                                        |                                        | 16°35′N 111°42′E / 16.583°N 111.700°E                 | 2                                      | 0.2                                    |
| 永乐群岛                               | 永乐环礁                               | 咸舍屿                                 | 咸舍屿                                 | 咸舍、咸且岛                           |                                        | 茶西礁 (Đá Trà Tây)                    | 16°33′N 111°43′E / 16.550°N 111.717°E                 | 3                                      | 0.3                                    |
| 永乐群岛                               | 永乐环礁                               | 筐仔沙洲                               | 筐仔沙洲                               | 筐仔峙                                 |                                        |                                        | 16°27′N 111°38′E / 16.450°N 111.633°E                 | 2                                      | 1                                      |
| 永乐群岛                               | 永乐环礁                               | 石屿                                   | 石屿                                   | 石屿                                   |                                        | 吏鎌岛 (Đảo Lưỡi Liềm)                 | 16°33′N 111°45′E / 16.550°N 111.750°E                 | 1                                      | 0.2                                    |
| 永乐群岛                               | 独立环礁                               | 华光礁                                 | 华光礁                                 | 大筐、大圈、大塘                       | Discovery Reef                         | 耒礁 (Đá Lồi)                          | 16°12′52″N 111°40′22″E / 16.21444°N 111.67278°E       | 0+                                     |                                        |
| 永乐群岛                               | 独立环礁                               | 玉琢礁                                 | 玉琢礁                                 | 二筐、二圈、二塘                       | Vuladdore Reef                         | 燕子礁 (Đá Chim Én)                    | 16°20′51″N 112°1′23″E / 16.34750°N 112.02306°E        | 0-                                     |                                        |
| 永乐群岛                               | 独立环礁                               | 盘石屿                                 | 盘石屿                                 | 白树仔、白峙仔、白礁                   | Passu Keah                             | 白龟岛 (Đảo Bạch Quy)                  | 16°3′46″N 111°46′58″E / 16.06278°N 111.78278°E        | 0+                                     | 40                                     |
| 永乐群岛                               | 独立环礁                               | 北礁                                   | 北礁                                   | 乾豆                                   | North Reef                             | 北礁 (Đá Bắc)                          | 17°5′N 111°30′E / 17.083°N 111.500°E                  | 0+                                     |                                        |
| 永乐群岛                               | 台礁                                   | 中建岛                                 | 中建岛                                 | 半路、半路峙、螺岛                     | Triton Island                          | 知宗岛 (Đảo Tri Tôn)                   | 15°47′N 111°12′E / 15.783°N 111.200°E                 | 0+                                     | 150                                    |
| 宣德群岛                               | 宣德环礁                               | 东南部                                 | 永兴岛                                 | 猫注、吧注、猫岛                       | Woody Island                           | 富林岛 (Đảo Phú Lâm)                   | 16°50′3″N 112°20′15″E / 16.83417°N 112.33750°E        | 15.9                                   | 320                                    |
| 宣德群岛                               | 宣德环礁                               | 东南部                                 | 银砾滩                                 |                                        | Iltis Bank                             | 平山滩 (Bãi Bình Sơn)                  | 16°46′36″N 112°13′50″E / 16.77667°N 112.23056°E       | -10                                    |                                        |
| 宣德群岛                               | 宣德环礁                               | 七连屿                                 | 西沙洲                                 | 船暗尾                                 | West Sand                              | 堒洁西岛 (Cồn Cát Tây)                 | 16°58′37″N 112°12′43″E / 16.97694°N 112.21194°E       | 2                                      | 24                                     |
| 宣德群岛                               | 宣德环礁                               | 七连屿                                 | 赵述岛                                 | 树岛、暗岛、船暗岛                     | Tree Island                            | 木岛 (Đảo Cây)                         | 16°58′N 112°16′E / 16.967°N 112.267°E                 | 4                                      | 22                                     |
| 宣德群岛                               | 宣德环礁                               | 七连屿                                 | 北岛                                   | 长峙、长岛                             | North Island                           | 北岛 (Đảo Bắc)                         | 16°57′48″N 112°18′36″E / 16.96333°N 112.31000°E       | 0+                                     | 40                                     |
| 宣德群岛                               | 宣德环礁                               | 七连屿                                 | 中岛                                   | 二岛                                   | Middle Island                          | 中岛 (Đảo Trung)                       | 16°57′19″N 112°19′27″E / 16.95528°N 112.32417°E       | 0+                                     | 20                                     |
| 宣德群岛                               | 宣德环礁                               | 七连屿                                 | 南岛                                   | 三峙                                   | South Island                           | 南岛 (Đảo Nam)                         | 16°56′48″N 112°20′4″E / 16.94667°N 112.33444°E        | 0+                                     | 17                                     |
| 宣德群岛                               | 宣德环礁                               | 七连屿                                 | 北沙洲                                 | 红草三                                 | North Sand                             | 堒洁北岛 (Cồn Cát Bắc)                 | 16°56′18″N 112°20′34″E / 16.93833°N 112.34278°E       | 3                                      | 2                                      |
| 宣德群岛                               | 宣德环礁                               | 七连屿                                 | 中沙洲                                 | 红草二                                 | Middle Sand                            | 堒洁中岛 (Cồn Cát Trung)               | 16°56′1″N 112°20′40″E / 16.93361°N 112.34444°E        | 2                                      | 5                                      |
| 宣德群岛                               | 宣德环礁                               | 七连屿                                 | 南沙洲                                 | 红草一、红草岛                         | South Sand                             | 堒洁南岛 (Cồn Cát Nam)                 | 16°55′48″N 112°20′46″E / 16.93000°N 112.34611°E       | 4                                      | 6                                      |
| 宣德群岛                               | 宣德环礁                               | 七连屿                                 | 东新沙洲                               |                                        |                                        |                                        | 16°55′N 112°21′E / 16.917°N 112.350°E                 | 2                                      | 0.4                                    |
| 宣德群岛                               | 宣德环礁                               | 七连屿                                 | 西新沙洲                               |                                        |                                        |                                        | 16°55′N 112°21′E / 16.917°N 112.350°E                 | 2                                      | 0.2                                    |
| 宣德群岛                               | 宣德环礁                               | 七连屿                                 | 三峙仔                                 |                                        |                                        |                                        | 16°57′00″N 112°19′48″E / 16.95000°N 112.33000°E       | 0+                                     |                                        |
| 宣德群岛                               | 东岛环礁                               | 东岛                                   | 东岛                                   | 猫兴岛、巴兴、吧兴岛                   | Lincoln Island                         | 令昆岛 (Đảo Linh Côn)                  | 16°40′N 112°44′E / 16.667°N 112.733°E                 | 0+                                     | 170                                    |
| 宣德群岛                               | 东岛环礁                               | 高尖石                                 | 高尖石                                 | 尖石、双帆                             | Pyramid Rock                           | 鸿塔岛 (Đảo Hòn Tháp)                  | 16°34′36.5″N 112°38′32.5″E / 16.576806°N 112.642361°E | 7                                      | 4                                      |
| 宣德群岛                               | 东岛环礁                               | 北边廊                                 | 北边廊                                 |                                        | Neptuna Bank                           | 水齐滩 (Bãi Thuỷ Tề)                   | 16°32′N 112°33′E / 16.533°N 112.550°E                 | -12                                    |                                        |
| 宣德群岛                               | 东岛环礁                               | 湛涵滩                                 | 湛涵滩                                 | 仙桌、八辛郎                           | Jehangire Bank                         | 广义滩 (Bãi Quảng Nghĩa)               | 16°25′N 112°37′E / 16.417°N 112.617°E                 | -15                                    |                                        |
| 宣德群岛                               | 东岛环礁                               | 滨湄滩                                 | 滨湄滩                                 | 三筐大廊、三筐大郎                     | Bremen Bank                            | 硃崖滩 (Bãi Châu Nhai)                 | 16°17′N 112°27′E / 16.283°N 112.450°E                 | -11                                    |                                        |
| 宣德群岛                               | 独立环礁                               | 浪花礁                                 | 浪花礁                                 |                                        | Bombay Reef                            | 芃飛礁 (Đá Bông Bay)                   | 16°3′N 112°33′E / 16.050°N 112.550°E                  | 0+                                     |                                        |
| 宣德群岛                               | 独立暗滩                               | 西渡滩                                 | 西渡滩                                 |                                        | Dido Bank                              | 塸浮滩 (Bãi Gò Nổi)                    | 16°49′N 112°54′E / 16.817°N 112.900°E                 | -23                                    |                                        |
| 宣德群岛                               | 独立暗滩                               | 嵩焘滩                                 | 嵩焘滩                                 |                                        | Herald Bank                            | 𧎜腮㺔滩 (Bãi Ốc Tai Voi)              | 15°43′N 112°13′E / 15.717°N 112.217°E                 | -232                                   |                                        |

### 生态资源
西沙群岛的岛屿上鸟粪沉积，通过富磷过程增加土壤养分。沙洲随着珊瑚礁的生长在不断扩大延伸中，土壤逐渐脱盐，形成硬磐磷质石灰土，适合植物生长。岛上植被通常为灌丛，主要是银毛树和草海桐。比较大的岛屿如东岛和永兴岛上有高大的乔木，如避霜花树。
西沙群岛的鸟类多为海洋性鸟类，如红脚鲣鸟、黑腹军舰鸟、大凤头燕鸥等。岛屿和沙洲为海鸟提供了繁殖和栖息的环境。红脚鲣鸟在世界上第二大的繁殖种群就分布在西沙群岛的第二大岛东岛上，这也是它们在太平洋西部最大的繁殖种群。
西沙海产品资源丰富，邻近海域可能有石油及天然气等资源。
石島為西沙群島唯一的岩石島，從晚更新世碳酸鹽層出土的16種陸棲蝸牛，可見在過往海平面較低的時期，也是生態豐富的熱帶島嶼。

## 历史

### 古代
据中国史书《诸蕃志》记载，唐朝貞觀五年（公元789年）就有西沙群岛的記載。清朝時，西沙群島（時稱萬里石塘）屬於廣東省瓊州府萬州管轄，記載於官方文籍中，如1841年《瓊州府志》中有「萬州有千里石塘、萬里長沙，為瓊洋最險之處」。而海南漁民經常到南海作業，清代漁民航海手冊《更路簿》便有記錄西沙群島38個島礁的名稱，如永興島就被漁民命名為「猫注」，珊瑚島則被命名為「老粗峙」，而不同版本的《更路簿》皆稱西沙群岛的永乐群岛为“石塘”。1970年代，甘泉島西北端發掘出土唐宋遺址，當中包括古屋、古井、古庙與陶器铁器。
中国许多图、藉、方志也记载西沙群岛：“數日至占城界，十日過洋，傍東南有石塘，名曰萬里，其洋或深或淺，水急礁多，舟覆溺者十七八。”1292年，元将史弼率领大军过七洲洋、万里石塘攻爪哇。元代航海家汪大渊《島夷誌略》记载“石塘之骨，由潮州而生，迤逦如长蛇，横亘海中，越海诸国。俗云万里石塘”。明代永乐年间随郑和下西洋的费信在《星槎胜览》中写道：“俗云上怕七洲，下怕昆仑，针迷舵失，人船莫存”。《郑和航海图》中称为万生石塘屿。《顺风相送》中记载：“舟过此〔七洲洋〕极险，稍贪东便是万里石塘”。1876年，清朝首任出使英國欽差大臣郭嵩燾年在他的日記《使西紀程》中寫道：「左近拍拉蘇島，出海葠，亦產珊瑚而不甚佳，中國屬島也。係荒島，無居民」，當中「拍拉蘇島」即西沙群島（源自其英文名稱音譯），顯示他認為西沙群島屬於中國。1881-84年，德國不經清政府同意，派弗蕾亚号护卫舰與雞貂號炮艦每年勘測西沙群島三個月，並於1885年出版西沙地圖，英、法也採用了此地圖。清政府於1883年是否對此提出過抗議存疑。:80

### 近代
1908年，清朝广东水师提督李準發現日本人已占有東沙島，經交涉後收回。為了避免東沙島被佔之覆轍，他於1909年率领“伏波”号、“琛航”号、“廣金”号军舰前往西沙群岛巡航，给15座岛屿逐一命名，以示西沙群岛属于大清国。其中以随行军舰“伏波号”命名“伏波岛”（后改称“晋卿岛”），以“琛航”号、“廣金”号军舰命名琛航岛、廣金島。巡航歷時一月，李準對群島進行深入調查。軍艦每到一處皆勒石命名，並於永興島上鳴炮升旗，顯示中國主權:53。1910年，李準著《广东水师国防要塞图说》，并奏请朝廷。
1911年，辛亥革命後，廣東省政府宣布将西沙群岛划归海南崖县（今三亞市）管辖。1921年，南方軍政府重申此政令，法國未有抗議。:791912年，中華民國广东省警察厅长陈景华令警厅组成警察队20人，备足弹药装备赴永兴岛守护，并约定由海军按期运送粮食淡水，这是中国警察首次驻守西沙。后补给船因台风延误，岛上警察除一人获救外，其余全部死亡。1920年9月15日，孙中山的好友、广东省香山县商人何瑞年从广东军政府内务部获得西沙群岛磷矿采掘的试掘许可证。後發現何瑞年将经营权转让给日本政府成立之「南兴实业公司」，即被广东省政府撤销其经营权。:801921年3月11日，中華民国军政府将西沙群岛划归广东省崖县管辖，并由内政部咨行广东省政府遵照执行。孙中山被陈炯明赶走后，1922年11月中旬，陈炯明执政的广东省署注销了何瑞年承办“琼崖西沙群岛实业有限公司”原案。1928年5月，廣東省政府派遣國立中山大學农学院院长沈鹏飞、地質學教授朱庭祜等15人，乘海瑞号军舰前往西沙群島进行地質和資源调查，返航後寫成综合考察专著《调查西沙群岛报告书》。調查團隊更发现当地藏有豐富的由鸟粪组成的磷矿资源。朱庭祜便根據研究成果，编著《西沙群岛鸟粪》，建議開發磷矿资源。1929年至1931年，廣東省政府批准商人宋賜權、嚴景枝等人開發西沙群島鳥糞。1932年，西沙群島資源開發轉由中華國產肥田公司承辦。:80
1931年12月4日，法國趁中華民國与日本九一八事变之机，向中華民國驻法国公使馆发出照会，声称安南对西沙群岛拥有“先有权”，聲索这些岛屿，挑戰西沙群島的主權，並列舉越南史料，圖證安南一向擁有西沙群島主權，並以加強法屬印度支那的防衛為藉口，試圖實際佔有西沙群島。:1771932年4月29日，法国致中国外交部公函，对广东省议会对西沙群岛的鸟粪开采权进行投标表示关注，声称西沙群岛的主权属于安南。1932年5月，法舰反潜炮舰“阿美罗德”号（Alerte，警报号）巡视西沙群岛。1932年6月15日，驻越南法国总督通过“第156/SC号法令”把西沙群岛变成了承天省的一个行政单位。法国宣布占领西沙群岛的永兴岛。1932年7月27日，中華民國外交部指示駐法國巴黎大使向法國外交部提出抗議，拒絕法國對西沙群島的主權聲索。:129月29日，中華民國外交部以国际公法先占与时效原则，對法方予以嚴重驳覆，提出以下理由:12
1. 依1887年中法续议界务专条第三款之规定，中越交界海上各岛归属以两国边界红线为准向南划线，该线以东之西沙群岛应归中国。
2. 依照国际法及惯例，以切实先占为取得领土主权之先决条件，中国海南渔民在西沙散居从事渔业有悠久的历史。
3. 百年前安南仍是中国藩属国，占据宗主国领土並不合理。
4. 民国以来，中国政府多次批商承垦西沙群岛，足以证明中国对之有效管辖。
5. 1930年香港远东观象台会议上，安南及徐家汇法国观象台台长共同建议中国政府在西沙群岛建设观象台，证明法国官方对中國主权之认可。

1933年，日本亦覬覦西沙群島，對法國所聲稱擁有西沙的主權提出質疑，並否定法国有先占权。9月27日，法國回覆中國外交部於一年前發布的照會，指1887年中法续议界务专条並不適用於西沙群島，並指「1816年安南已經對西沙群島有聲索主權，比1909年李準巡視西沙群島還要早」。至於观象台会议一事，法國指該會議只涉及科學而不牽涉政治問題。:131934年3月20日，中方再發聲明，指1887年中法续议界务专条確實適用於西沙群島，並且可於悠久的中國歷史文獻中尋找到對西沙群島的記載，而中國亦有效控制西沙群島多年。法方並無再回覆。:1312月，中華民國水陸地圖審查委員會專門審定了南海各島礁灘洲名稱共132座，包括東沙群島1座，西沙群島28座，中沙群島（當時稱為「南沙群島」）7座和南沙群島（當時稱為「團沙群島」）96座。1935年，中華民國政府的水陸地圖審查委員會編印《中國南海各島嶼圖》詳細標明包括西沙群島在內的南海諸島各島礁的具體名稱。1937年七七事变后，日本开始全面侵华。1938年7月3日，法國趁著中國抗日戰爭爆發，出兵佔領西沙群島。7月6日，日本對法國之舉動提出抗議，指英法兩國分別在1900和1921年宣布西沙群島屬於海南，故法國對西沙群島不擁有主權。:1811939年4月9日，日本入侵西沙群岛，并驱逐占领永兴岛的法国人员，西沙群岛完全被日军占领。日军侵占期间，大肆掠夺西沙群岛的鸟粪资源。1945年1月，美军飞机侦察永兴岛时，发现岛上飘扬着法国国旗。1945年2月3日，两名澳军突击队员乘美军潜艇“鲷鱼”号登陆永兴岛侦察，发现岛上悬挂法国国旗，有日军和法国官员。突击队员撤回后，美军潜艇用76毫米甲板炮炮击永兴岛。1945年3月8日，美军航母舰载机猛烈轰炸永兴岛和珊瑚岛。1945年3月9日晚日本发动“明号作战”（法越称“三九政变”）强制解散印度支那的法国殖民政权。1945年7月2日，美军潜艇“九带鮨”号侦察永兴岛，发现岛上仍悬挂着法国国旗，其上加挂一面白旗。1945年，中國在抗日戰爭取得勝利，中國國民政府光復西沙群島，由臺灣省行政長官公署管轄。1945年12月12日，台湾省行政长官公署派省气象局机帆船“成田”号到达永兴岛接收，此时岛上已经空无一人。
1946年12月9日，中華民國政府派出“太平”号、“永兴”号、“中建”号、“中业”号4艘军舰（指挥官林遵）前往西沙、南沙群岛执行进驻接收任务。其中“永兴”、“中建”两舰在舰队副指挥官姚汝钰率指挥下抵达西沙群岛，以“永兴”号、“中建”号命名了“永兴岛”、“中建岛”，在永兴岛码头处立“卫我南疆”石碑。海军司令部海事处上尉参谋张君然被任命为第一任海军西沙群岛管理处主任。1946年，中華民国海军陆战队驻防永兴岛。
1947年1月17日，法國軍艦「東京號」到西沙群島，意圖將中華民國海軍驅離永兴島:49；1月18日，中國駐法國大使錢泰發表聲明：西沙群島屬於中國:8269。1月19日，法國軍艦在西沙群島登陸；外交部長王世約見法國駐華大使梅里靄，就法國軍艦「東京號」在西沙群島登陸一事，鄭重表示西沙群島之主權屬於中國:8270。1月21日，國防部長白崇禧宣稱：「西沙群島主權屬於我國，不僅歷史、地理上有所根據，且教科書上亦早載明。去年敵人投退出該群島後，我政府即派兵收復。本月10日有法國偵察機一架飛臨偵察，18日復有法國軍艦一艘駛至群島中最主要一島，我守軍當即表示守土有責，不許其登陸，並責令其退走。」:82711月24日，法軍再度登陸西沙群島，中國政府對法國政府提出嚴重抗議，並派軍艦馳赴西沙群島巡視:8272。1月26日，外交部情報司長何鳳山稱：西沙群島主權屬於中國，漢馬伏波曾到該群島，清宣統二年李準亦懸旗嗚炮，正式成為中國領土；根據1887年中法條約規定，紅線以東屬於中國，故無論在歷史上、地理上，西沙群島均為中國領土；法軍之登陸，無疑係屬非法:8273。1月27日，西貢法國當局向報界發表關於西沙群島爭端之聲明，略謂：「法軍艦『東京號』載有少數軍隊，一部分奉命在波西島登陸，其餘在拔陶兒島登陸。上述兩島有1938年法軍所建軍隊營房、碼頭及氣象站，可見主權屬於法國。」:82731月28日，中國外交部照會法國駐華大使，抗議法軍入侵中國西沙群島珊瑚島:8274。1月29日，中國外交部次長劉鍇在中國國民黨中央宣傳部記者招待會上鄭重否認法國政府外交部聲明中謂中國於1938年同意法國佔領西沙群島之說；稱中國於彼時僅重申其一向立場，中國對該島之主權，為無可爭議者:8275。2月28日，國民政府完成接收西沙、中沙、南沙群島任務:8298。4月29日，中國外交部與內政部、海軍總司令部會商確保南海島嶼對策:8344。5月21日，「永興」、「中業」兩軍艦駛抵南沙群島之太平島，駐守南疆:8358。12月1日，內政部核定公布南海各島名稱，這些島礁是中國固有領土，自經國防部會同各有關機關接收後，整頓竣事，由內政部命名：一、東沙群島，包括東沙島等三島；二、西沙群島，包括：（甲）永樂群島，其內有甘泉島、道乾群島等九處；（乙）宣德群島，其內有西沙洲、趙述島等21處；三、中沙群島，包括西門暗沙等29處；四、南沙群島，包括：（甲）危險地帶以西各島礁，其內有雙子礁等27處；（乙）危險地帶以西東各島礁，其內有海馬灘等4處；（丙）危險地帶以南各島礁，其中有保衛暗沙等16處；（丁）危險地帶以內各島礁，其內有曾母暗沙等40處:8463-8464。法國海军同時亦意识到他们在軍力上处于劣势，于是重新集结并在西沙群島的珊瑚島建立了他们的总部。1947年稍後時間，法國重建於1938年至1944年在岛上运行的气象站，并于1947年底开始运行，国际站代码为48860。但隨著法國在印度支那戰爭中敗走，南越海軍分别於1956年4月及7月佔領珊瑚島及甘泉島:54。
英國一直支持法國對南海諸島的主權。1948年，英國向法國要求在西沙群島的和五島進行軍事演習。:95
1949年第二次國共內戰失利後，中華民國政府退守台灣，但並未放棄對西沙群島的主權。雖然已失去對西沙的實際控制權，但中華民國政府仍把西沙群島劃入台灣高雄市的管核區。
1950年5月，中国人民解放军攻占海南岛，中華民國國軍在撤離海南島的同時，一併撤離永興島上的駐軍，5月13日，中国人民解放軍進駐西沙永興島(另一説法為，解放軍並沒有在1950年進駐永興島，而是於南越軍在1956年接替法國佔領珊瑚島後，解放軍才於1956年進駐中興島:22。另有學者認為中共是在1955年12月才進駐永興島)。1958年9月4日，中华人民共和国发表关于领海的声明。同年9月14日，越南民主共和國（北越）政府主席范文同在給中华人民共和国总理周恩来的照会中表示：“越南民主共和国承认和赞同中华人民共和国政府一九五八年九月四日关于规定中国领海的声明，越南民主共和国政府尊重这一决定”。（实际控制南沙群岛的南越方面没有承认中国对南沙及西沙的主权；北越统一越南后，也没有重申承认中国的主权。）
1974年，中华人民共和国与越南共和国之间爆发西沙海战，中国人民解放军取得胜利。从西沙海战至今，中国实际控制整个西沙群岛並行使主權。但西沙群岛的主權仍是中国与越南之间争議的话题。1979年7月31日，鄧小平在聽取葉飛、杜義德滙報西沙群島需要重點設防的問題時稱：這個地方一定要堅守！你們回去研究一下，如果由海軍來守，要給編制:254。
1996年，中华人民共和国国务院宣布的国家领海基线中，包含了实际控制的西沙群岛。

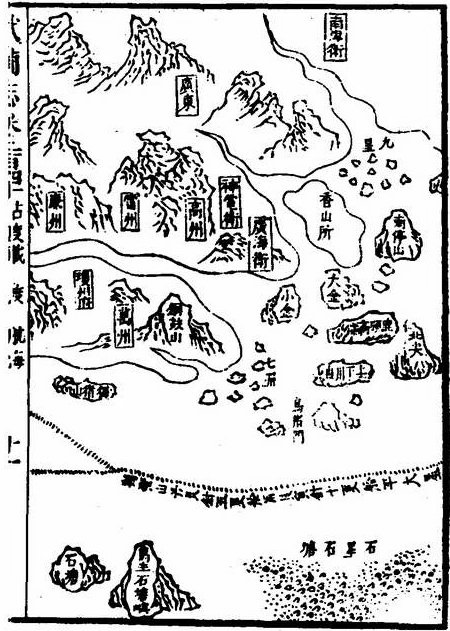
1430年《郑和航海图》中的万生石塘屿即西沙群岛[59]。
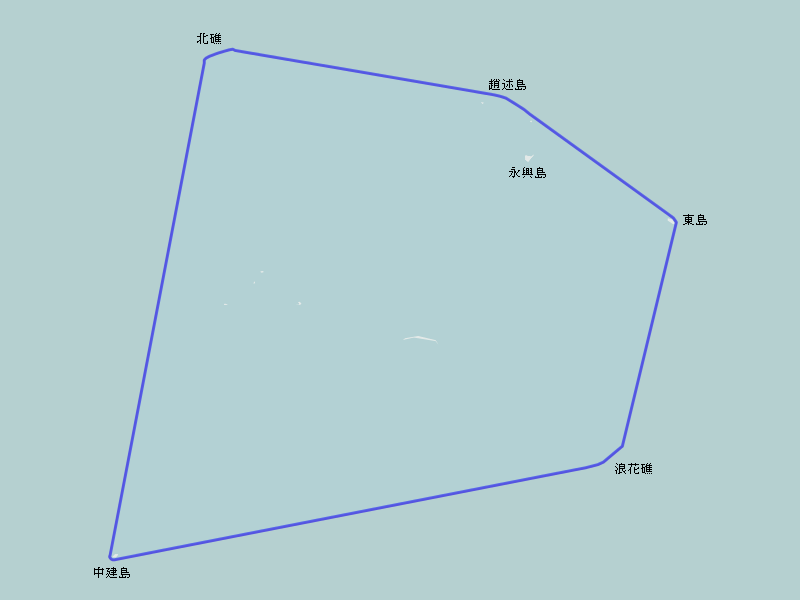
中华人民共和国主张之领海基线
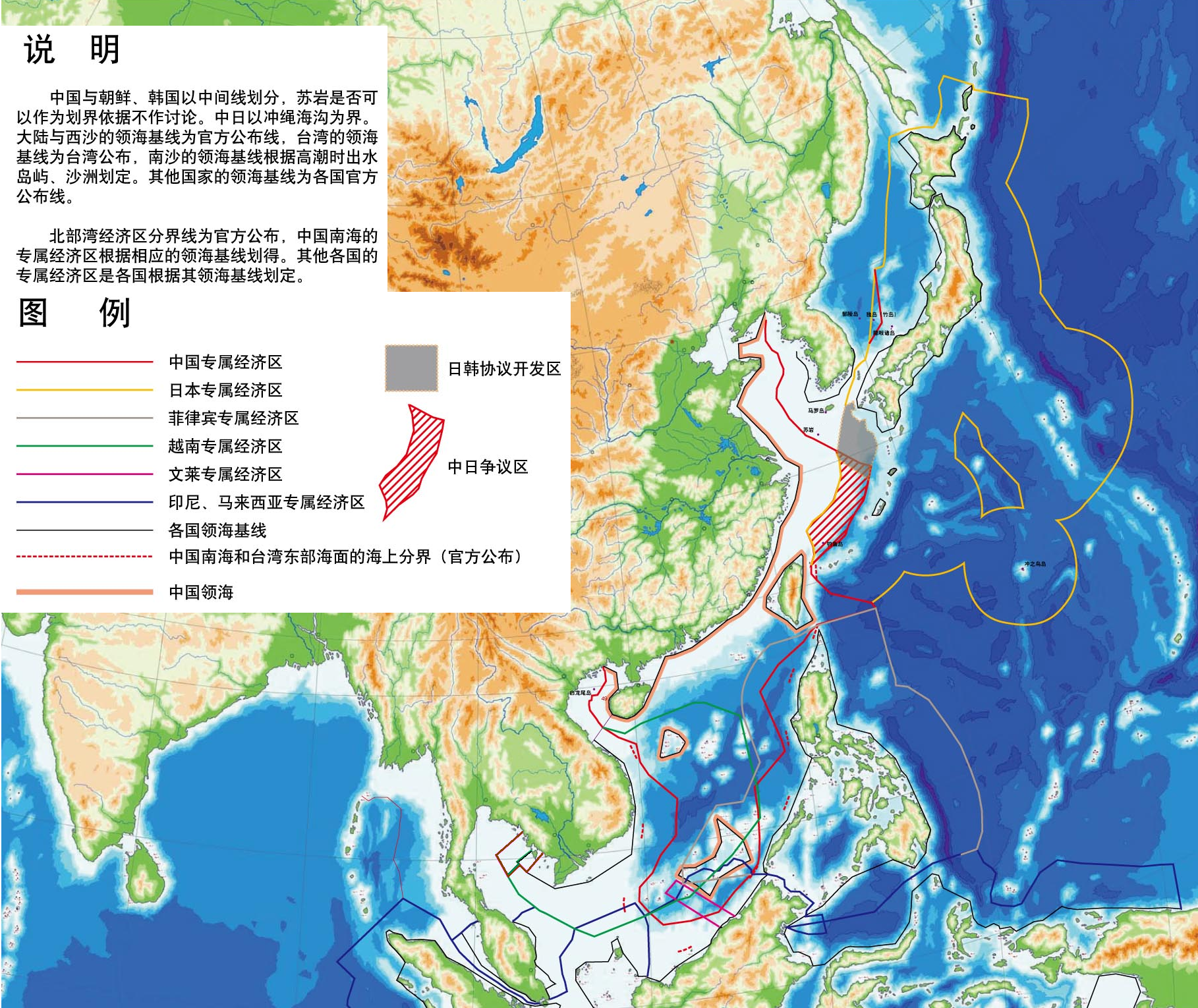
中國宣稱根据《聯合國海洋法公約》中规定的新的领海基线

## 中文名稱
- 永乐群岛、宣德群岛为永久纪念明朝永乐、宣德年间郑和下西洋时在南海诸岛的活动。
- 永兴岛是1946年中華民國海军“永興”號巡邏艦（PCE）接收驻西沙群岛日本军队而获名。
- 中建岛是1946年中华民国海军派海军中建號戰車登陸艦（英语：USS LST-716）接收本岛因而得名。
- 晋卿岛在1909年广东水师提督李準巡海时以其随行“伏波”号军舰命名为“伏波岛”。后1947年公布名称为“晋卿岛”，以纪念永乐年间协助郑和航海的三佛齐宣慰使施晋卿。
- 琛航岛是1909年广东水师提督李準巡海时以其随行“琛航”号军舰命名。
- 甘泉岛是1909年广东水师提督李準巡海时发现岛上有甘甜可口的泉水，故此命名。
- 七里洋，是部分古籍中对西沙群岛附近海域的称呼。[61][62][63]

## 島上現狀
- 水源

2016年10月1日，永興島千噸海水淡化廠，加上永興島此前建設的海水淡化設備，預計每天可產淡化海水1800噸，全面保障駐島軍警民的用水需求。
- 電力
  - 2006年，建設包括1100瓦太陽能發電和1200瓦風電組成的小型風光互補發電系統以及太陽能熱水系統;2008年，購置了兩台太陽能電瓶車。
  - 2009年，中华人民共和国海南省財政投資建設「西沙永興島風光混合發電系統」，根據規劃設計，一期工程將由250千瓦風力發電、100千瓦太陽能發電組成風和光互補混合發電系統，二、三期工程全部建成後，系統總裝機規模將達3000千瓦。此次先期建成並投入運行的100千瓦太陽能發電裝置，由600塊太陽電池組成的陣列以及蓄電池、逆變器、控制器等組成，而混合發電系統中的250千瓦的風力發電裝置也將於近期建成。
- 建築

永興岛上基本设施一应俱全，包括邮电局、医院、银行、军营、派出所、民房、招待所等。永兴岛上设有中华人民共和国主权碑。
- 交通运输
  - 永兴岛建有一座军民两用机场（于1991年建成），拥有一條2700米飛機跑道。岛上机场多数用作航空物资补给之用，实际民航机降落和使用不多。
  - 永興島上建有三条主要道路，道路的中心在“北京路”。这里建有中国工商银行、医院、粮食站、中华人民共和国最南端的邮政局、百货商店、水产公司，人行道旁是整齐的椰树，树下有碧绿的草坪，环境相当整洁。永兴岛上设有一条约800公呎长的石堤连接东北部的石岛。琛航岛设有长堤连接西部的广金岛。
  - 海運：永兴岛、琛航岛設有港口碼頭。
  - 中國民用航空局於永兴岛上設有一座航空雷達站，以探測飛越南海上空的民用飛機，於2004年12月1日啟用，其訊息同時與香港民航處共享。
- 人口

永兴岛上有中华人民共和国人民解放军驻军，中华人民共和国人民武装警察部队海南省边防总队驻岛部队，海南省三沙市的工作人员，少量的定居渔民。
- 教育

西沙群島過去缺乏兒童教育設施，當地兒童在適齡入學時，都要長時間離開在西沙工作的父母，到海南島等地的學校上學。三沙市成立後，市政府為解決當地學童的入學需要，決定在永興島興建學校。三沙市第一所學校在2014年6月14日舉行動土儀式，該校將設有幼儿園和小學，為三沙市兒童提供學前和小學教育。
- 醫療

西沙群島第一家醫院創辦於1959年，然而該醫院是海南省西、南、中沙群島辦事處的醫療機構，只有一棟兩層高的小樓房，缺乏現代化的醫療設備，僅具有醫務所的功能，西沙居民如需要進行手術治療或現代化的診斷，都要到海南島等地的醫院診治。為解決西沙居民對現代化醫療診斷的需要，三沙市人民醫院已在2013年7月19日正式啟用。三沙市人民醫院位於永興島北京路10號，該醫院設有門診部和住院部，備有X光、超聲波和心電圖等現代化的醫療設備，能夠進行較大型的外科手術。
- 驻军

西沙群岛永兴岛上设有中华人民共和国海军军营，归属中华人民共和国海军南海舰队，海军战士长驻岛上。
- 對外通訊

永兴岛、珊瑚岛、琛航岛、中建岛、金银岛和东岛6個移動通訊基站，由中國移動通訊架設。中国联通于2012年7月22日完成永兴岛3G基地台建设，实现全岛WCDMA网络覆盖。中华人民共和国西沙群岛郵政編碼为572000，電話區號是0898。

## 影视作品
1976年中华人民共和国八一电影制片厂摄制《南海风云》 ，内容讲述中华人民共和国海军1974年在西沙海战擊退越南共和國海軍的故事。该电影主题曲《西沙群岛，我们可爱的家乡》在电影播放后广泛流传，传唱至今，作为爱国主义歌曲之一，西沙群岛这个地名从此为中国大陆人们所了解和熟悉。

## 主權爭端

### 古代地圖
越南方面聲稱 ，数个世纪以来，早在黄沙和长沙还是无主岛礁时越南就开始确立了对其的主权，并持续且和平地行驶了该主权。这一点在1686年《纂集天南四至路图书》、1774年《甲午平南图》、1838年《安南大国画图》及《大南统一全图》等越南古图中均得到充分肯定。根据越南儒生杜伯撰写的《纂集天南四至路图书》，有关广义、广南两地的注释部分明确写道：“海中有长沙，名摆葛鐄（Bai Cat Vang），约长四百里，阔二十里，卓立海中，自大占海门至沙荣……”。《天南四志路图》里亦记载着：“阮族每年冬天的最后一个月都派18只船到黄金沙滩收集化物，其中大部分是金银、钱币和枪药”。阮朝1838年《大南统一全图》写道：“黄沙——万里长沙归属越南领土”。值得一提的是，1838年《安南大国画图》中，塔伯德（J.L. Taberd）神父绘制了黄沙群岛的一部分岛礁，并明确记录：帕拉塞尔（Paracel），即黄沙滩位于越南中部沿海岛屿之边缘。

### 古代官書及典籍
除古图外，1776年《抚边杂录》、始於1811年的《大南實錄》，1821年《历朝宪章类志》、1833年《皇越地舆志》、1882年《大南一统志》等越南官方文件及地理古书中也有明确的记载。
《大南实录前編》，由阮朝国史馆1844年完成编辑的史部，里面关于阮主之事的内容有这样的记载：“广义府平山县安永乡的海区上有130多片沙滩，从一片到另一片要化一天或者几个更的时间，这些沙滩伸展在几万里的面积上，俗称黄沙万里。海滩上有淡水井，至于产物有海参、玳瑁、花螺、海鳖等等”。“建国初期，黄沙团一共有70人，如果缺的话就选安永乡的人来补充。每年三月，黄沙兵员会划船到岛上，大概3昼夜才到，然后开始收集化物，到8月回来交纳取到的东西。又有北海队，人是从平顺省四征坊或景阳县招集的。这些人被令到北海岛和昆仑岛收集化物，他们由黄沙团监管的”
《大南实录正编》，阮朝廷国史馆编辑的史部，主要记载了阮朝各代皇帝，关于嘉隆、明命、绍治的内容完成于1848年的，其中提到嘉隆帝1816年起对黄沙群岛确立主权的事件和明命帝令人测量以及绘制此岛地图，同时也在岛上展开建设寺庙、石碑、种树等活动的事件。
在《大南一统志》（1882）里也记载：“黄沙群岛；处于平山县李山岛的东边。从沙碛海口出发比较顺风，三四昼夜就到了。黄沙地带共有130多座小岛，岛隔岛一天或者几个更的时间。其中包括不知延长到几千里的白沙滩，俗称为长沙万里。该沙滩上还有淡水井，集中了不知道的各种鸟类。另外，还有许多海参、玳瑁、花螺、海鳖等从遇难船漂进来的化物。”
《历朝宪章类志》（1821）、《皇越地輿志》（1833）、《越史纲鉴考略》（1876）对黄沙群岛都有这么的描写。
黎贵惇博物学家编纂的历史地理古书《抚边杂录》指出，大长沙岛（即今黄沙群岛和长沙群岛）隶属广义府。该书写道：“广义平山县安永社大海门外有山名劬劳哩（Cu Lao Re），广可三十余里。旧有四政坊居民豆田，出海四更可到。其外大长沙岛”。据《大南一统志》记载：“黄沙岛在平山县哩岛之东，自沙圻海岸放洋，顺风三、四日夜可至。岛上群山罗列，凡一百三十余峰，相隔或一日程，或数更许。岛之中有黄沙洲，延袤不知几千里，俗名万里长沙。洲上有井，甘泉出焉。海鸟群集，不知纪极，多产海参、玳瑁、文螺鼋鳖等物，诸风难船货物汇集于此”。
由于黄沙群岛和长沙群岛有许多珍贵的海产，也有不少遇难船剩下的化物，越南封建政府从久就对这两个群岛肯定主权并开拓发展。许多越南的古代历史书和地理书中已说明承担这任务的黄沙团的组织方式和活动方式。阮主时代之后，西山王朝虽然要连续反抗中国清朝和泰国的侵略，但是仍然重视保持并使用黄沙团。意思就是，西山朝代与政府仍继续组织展开黄沙群岛的活动，旨在执行越南对其的主权。
从1802年执政到跟法国订立了1884协约至今，阮朝的各皇帝都努力巩固了对黄沙和长沙两个群岛的主权。黄沙团，后来加上了北海团，从阮朝各皇帝的1558-1783年到西山朝1786-1802时段和阮朝1802-1945时段，都持续於黃沙活动。

### 西方航海家資料
除了越南各种国内书籍之外，西方航海家及教士上世纪记录的资料都表示，黄沙（帕拉塞尔即Pracel或Paracel）和长沙均归属越南领土。康熙帝派遣出使法國的傳教士白晋（法語：Joachim Bouvet）於1698年租用Amphitrite號巡防艦，連同其他傳教士从法国回到中国。船上的一位教士於1701年在寄回法国的信中写道：“帕拉塞尔是属于安南王国的一个群岛”。法国神父吉恩-路易斯·塔貝爾德在1837年出版的《交趾支那地理札记》中阐述道：“帕拉塞尔（Pracel或Paracels）是交趾支那王国领土的一部分”，并说明Cochinchine国人将帕拉塞尔称之为“黄沙”。普魯士傳教士郭實獵在1849年出版的《交趾支那帝國地理》中明确记录，帕拉塞尔归属越南领土，上面还注有其越南名称Cat Vang （即“黄沙”）。

### 法屬時期的依據
越南方面認爲。跟阮朝订立于1884年6月6日的条约之后，法国在越南外交和保卫主权与其全面领土的方面上成为这国家的代表利益。关于越中陆地边界的问题，法国政府已和清朝鉴订了1887年的条约。至1895年，法国与清朝继续鉴订了一个补充条约。根据该条约的规定，法国继续行使越南对黄沙群岛和长沙群岛的主权。
在替代越南外交的整个过程中，法国一直肯定越南对黄沙群岛和长沙群岛的主权，同时反对任何严重侵略越南对两个群岛的主权的行为，例如：
1931年12月4日和1932年4月24日，法国反抗中国政府关于当时广东政府打算在黄沙群岛上投标发展鸟粪产业。
1933年7月24日，法国政府向日本通报法国会派兵驻军在长沙群岛中的大岛上。
1938年，法国在黄沙群岛的珊瑚岛（ile Pattle）上建成灯塔、气象站、无线电台等工程。法國同時立碑以確立主權，碑上刻着：“法兰西共和国，安南王国，黄沙群岛1816年，Pattle 岛 – 1938年”（1816年嘉隆帝对黄沙群岛肯定越南的主权，到1938年就进行设碑）”。

### 二戰以後的依據
越南方面提出
，二战（1945年）结束之后法國返回印度支那，到1947年法国要求代表驻越南盟军的中华民国撤出他们1946年占据的黄沙、长沙等两个群岛，同时法国出兵佔領在黄沙群岛的珊瑚島及建立气象站和无线电台。
1951年9月7日，保大帝政府代表团团长陈文友在与日本签署和平条约的旧金山会议上发表声明黄沙、长沙群岛早已属于越南领土的一部分：“...因为应该果断地利用所有机会以阻止以后争端的胚芽，我们确认本国对长沙、黄沙群岛的长期主权”。此声明没有受到与会51个国家代表的反对或保留。
1953 年法国Ingénieur en chef Girod船对黄沙群岛进行了海洋、地质、地理和生态勘探。
先是西贡政府，后来西贡政府和南越共和国临时革命政府都对黄沙和长沙群岛实施了越南的主权。
1956 年，西贡政府海军力量在法国撤军回国时接管了黄沙和长沙群岛。南部矿业、工业和小型工业部在西贡政府海军的帮助下对黄沙（Pattle）、金银（Money）、甘泉（Robert）、晋卿（Drumond）等 4 个岛屿进行勘探；
1961年7月13日，西贡政府将原属于承天省的黄沙群岛划入广南省，并在该群岛上建立了一个乡级行政单位，名为定海乡，直属和旺郡并置于行政特使之下；
1959年5月22日，西贡政府暂时逮捕在黄沙群岛的甘泉、晋卿、琛航岛屿上登陆的82名中华人民共和国“渔民”；
1973年8月，西贡规划和国家发展部与日本丸红公司合作，在黄沙群岛进行了磷酸盐勘探；
1974年1月19日，中华人民共和国军队占领了黄沙群岛西南群。同日，西贡政府谴责中华人民共和国侵犯越南领土完整。此後，越南政府数次颁布关于越南擁有黄沙、长沙群岛主权的“白皮书”（1979、1981、1988年），與及不時重申其對黃沙羣島的主權。

### 地圖及典籍選

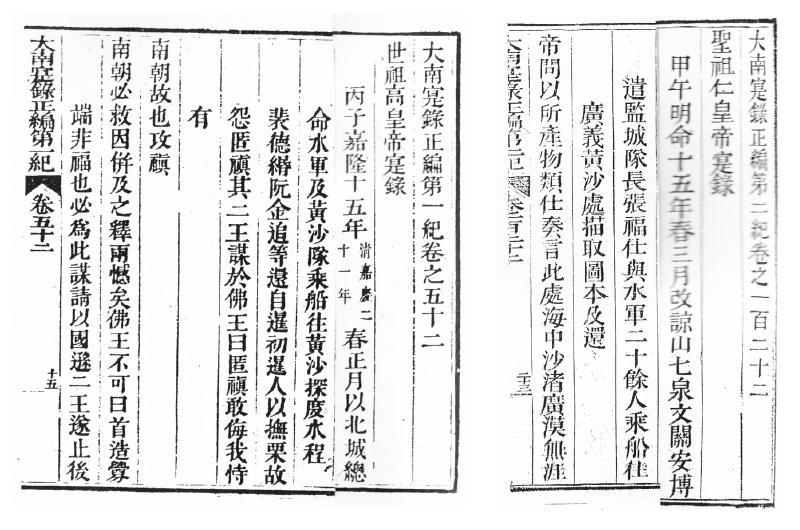
《大南實錄》中关于黃沙群岛(Paracel Islands) 的記載

1827年, Paracels Islands（黃沙/西沙群岛）地图: Paracels Islands（黃沙/西沙群岛）, COCHINCHINE（交趾支那王国）的一部分。

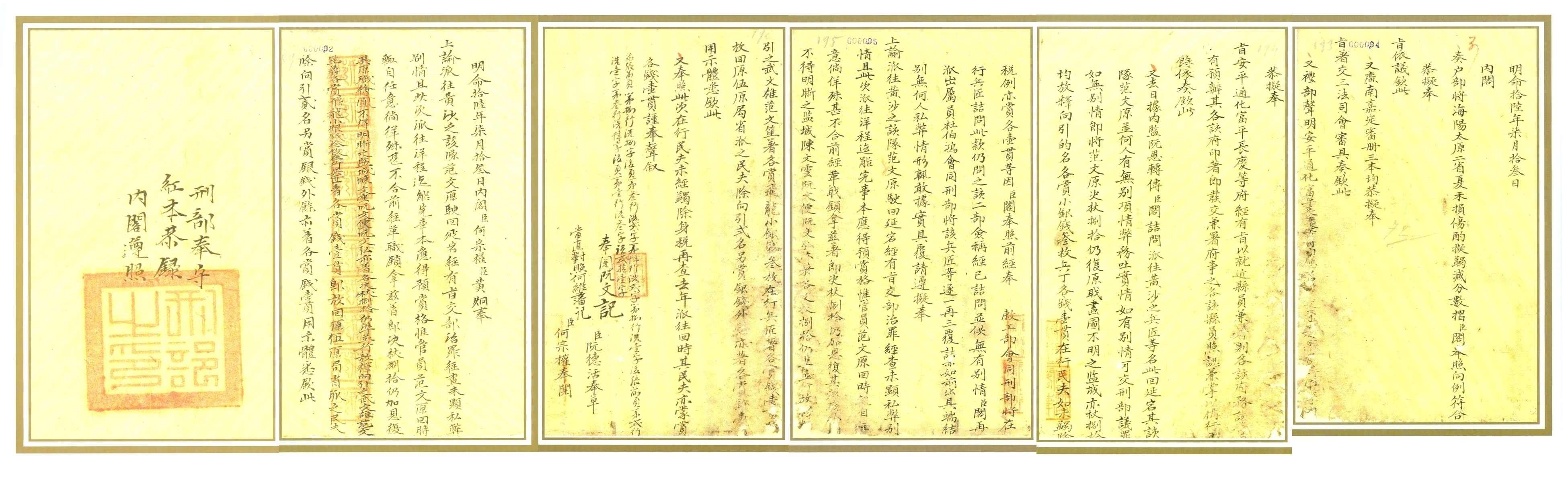
《阮朝硃本》中關於阮代朝廷在黄沙群岛设立与行使主权的記載。硃本：明命拾陆年柒月拾叁日（1835年8月5日）。

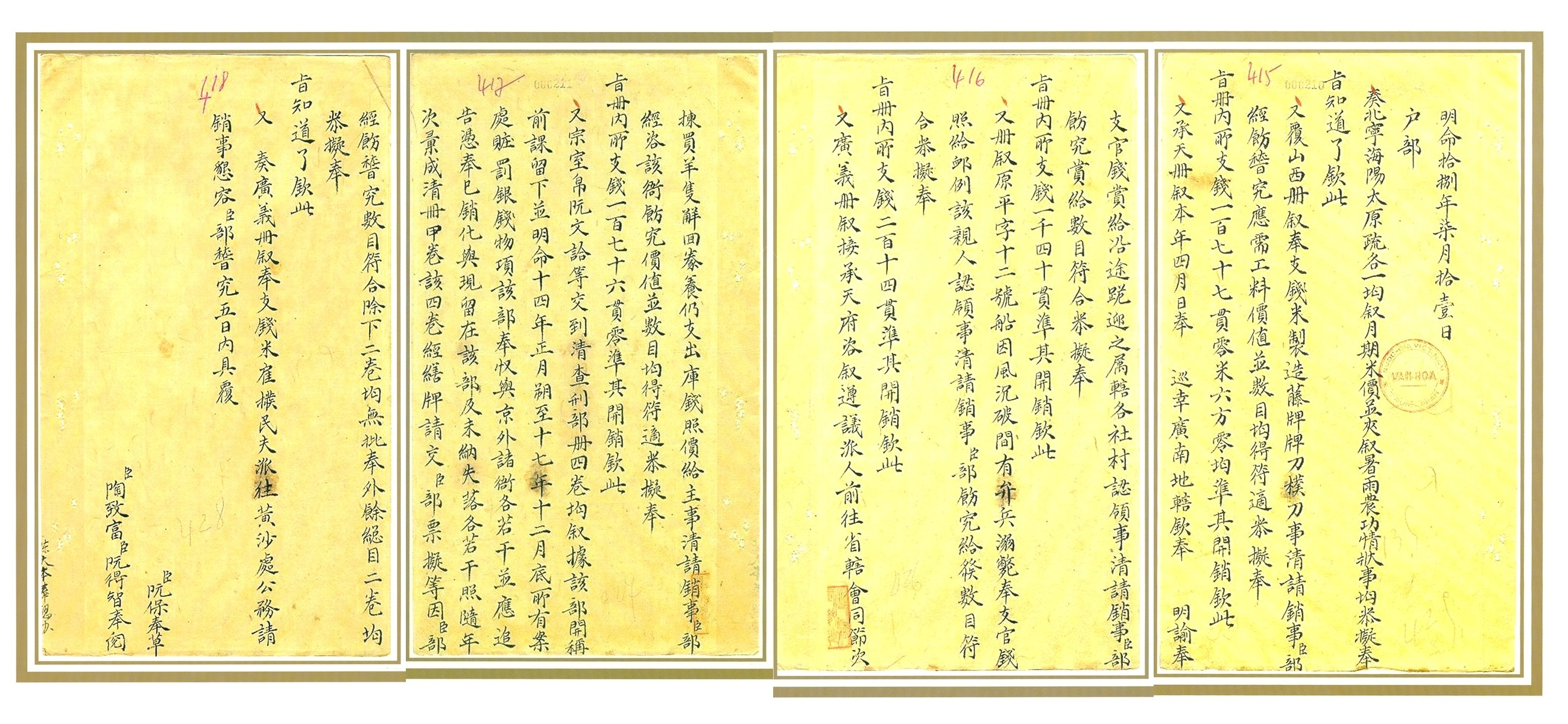
硃本：明命拾捌年柒月拾壹日（1837年8月11日）。

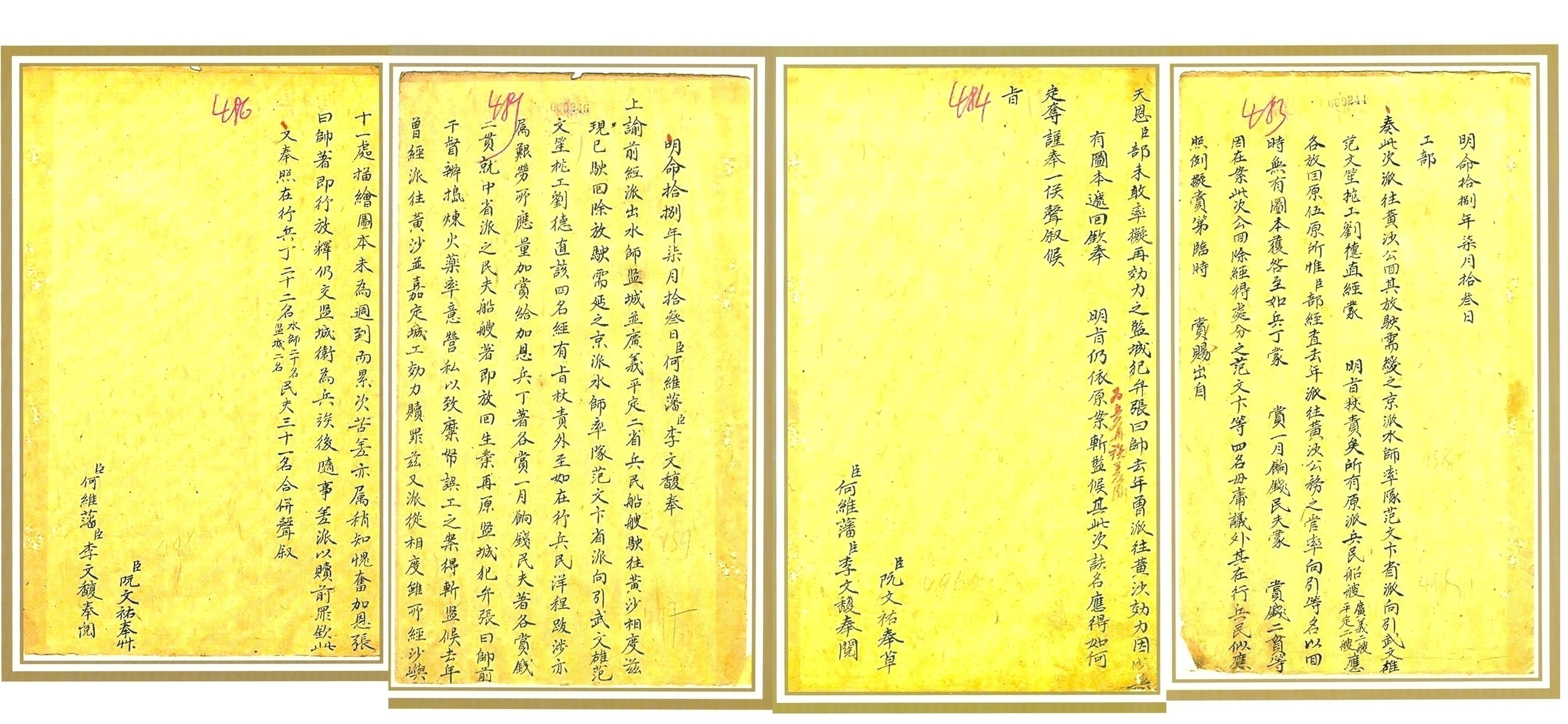
硃本：明命拾捌年柒月拾叁日（1837年8月13日）。

- 在17-18世纪，廣南阮主治下的漁民开始在西沙群岛活動[79]。黎貴惇《抚边杂录》記述「廣義府平山縣安平社村，居近海，海外之東北有島嶼焉群山零星一百三十餘。頂間山有海，相隔或一日或數更山上間有甘泉。島之中有黃沙渚，長約三十餘里，平坦廣大、水清徹底。島旁燕窩無數，眾鳥千萬計，見人環集不避。渚邊奇物甚多，其文螺名曰沃腮，為大如席。前阮氏置黃沙隊七十，率以安永人充之，輪番次取。歲以三月受示行差，齎六月糧，駕小釣船五隻，出洋三日三夜始至。此島居住恣情，取捕魚鳥為食。」[79]《大南寔錄》則記載：「國初置黃沙隊七十人，以安永社民充之，歲以三月乘船往三日，夜抵其處採取貨物，以八月回納；又有北海隊，募平順四政村或景陽社人充之，令駕小船往北海崑崙等處採取貨物，亦由黃沙隊併管。」[80]
- 1838年《明命政要》記述：「（明命拾玖年陸月貳拾壹日）工部奏：茲接派往黃沙之臣部司杜懋賞、侍衛黎仲伯等現回抵部。臣等略問，據稱此次經到三所，該二十五嶼內遞年節次經到十二嶼內，遞年未曾經到十三嶼。仍據向引、武文雄等稱謂：“這黃沙全處該四所，此次現到已得三所，惟一所係在這各所之南，相隔稍遠，因日下南風盛發節侯，就晚未便駛到，懇容到次年再往一次。”等語。再據見遞回圖本四幅、別畫三幅、合畫一幅，經照所畫未甚明白，又日記一本，現未精繕懇，容臣部詳問並飭令改繪精繕續進。又據該等詳稱，此行間有檢獲紅衣鋼砲一位、並赤珊瑚石、海巴甲、生鳥各項，茲現遞回，輒敢先將大略聲敘具奏。」[81]

按照中国方面的说法，由于中国官方长期实控西沙群岛，京族（即现越南主体民族）渔民只能在汉族较少的西北侧外沿较小的几个岛礁活动，以至于近代的越南官方文献对永兴岛、东岛两个最大岛一无所知，把外侧较小的珊瑚岛（越南称黄沙岛）当作西沙的主岛。
一些中國学者根据越南提供的古代史料依据，包括地图资料和文字描述，主張越南文献所说的黄沙群岛其实就是古代越南地方政权所管辖的一些近陆岛屿（广东群岛）。李金明《中国边疆史地研究》认为，越南的黄沙、长沙不是西沙南沙。

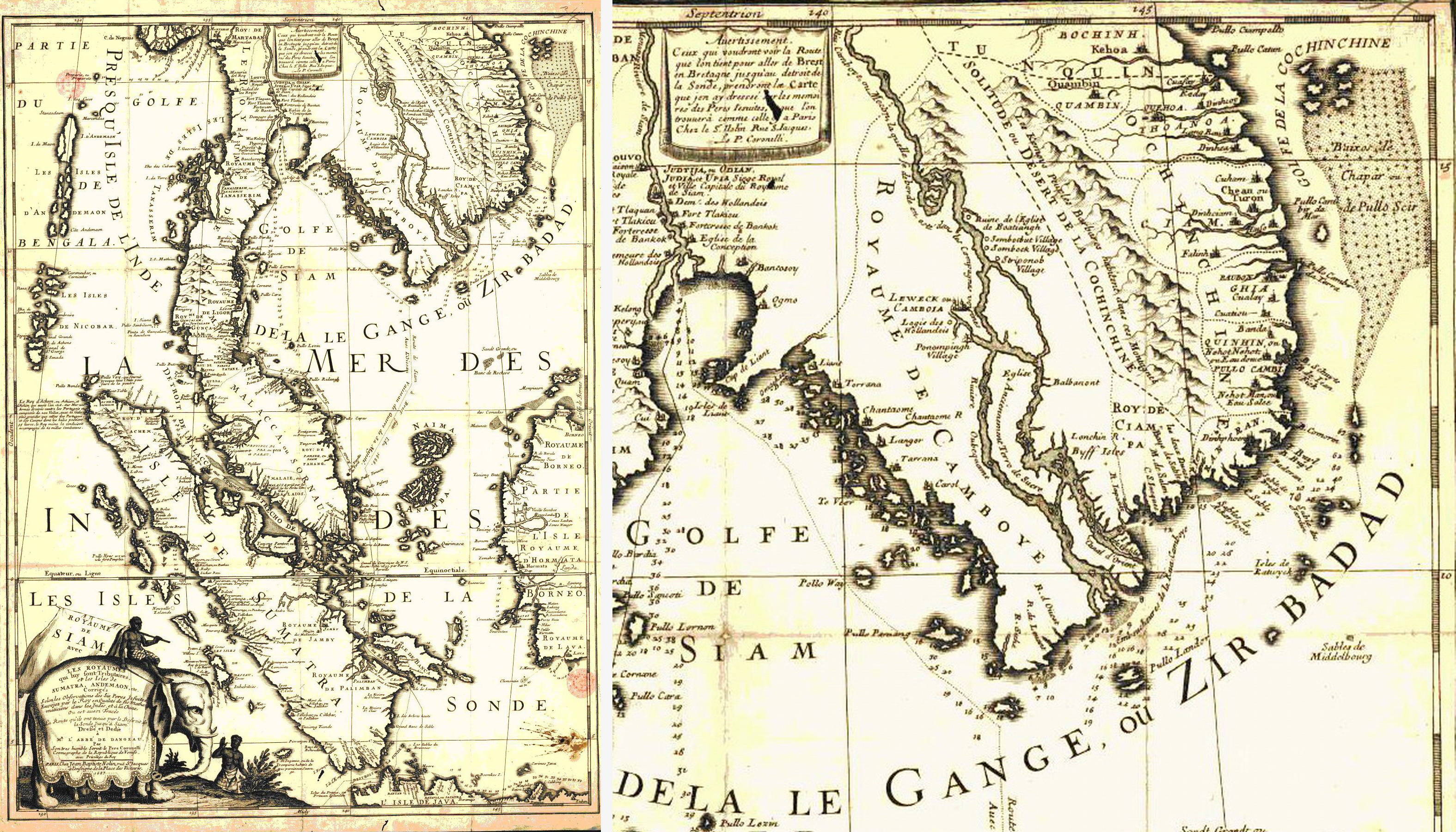
1687年，位于「Golfe de la Cochin Chine」灣的西沙群島被称为「Baixos de Chapar ou de Pulls Scir」（即沙占城／礁）。
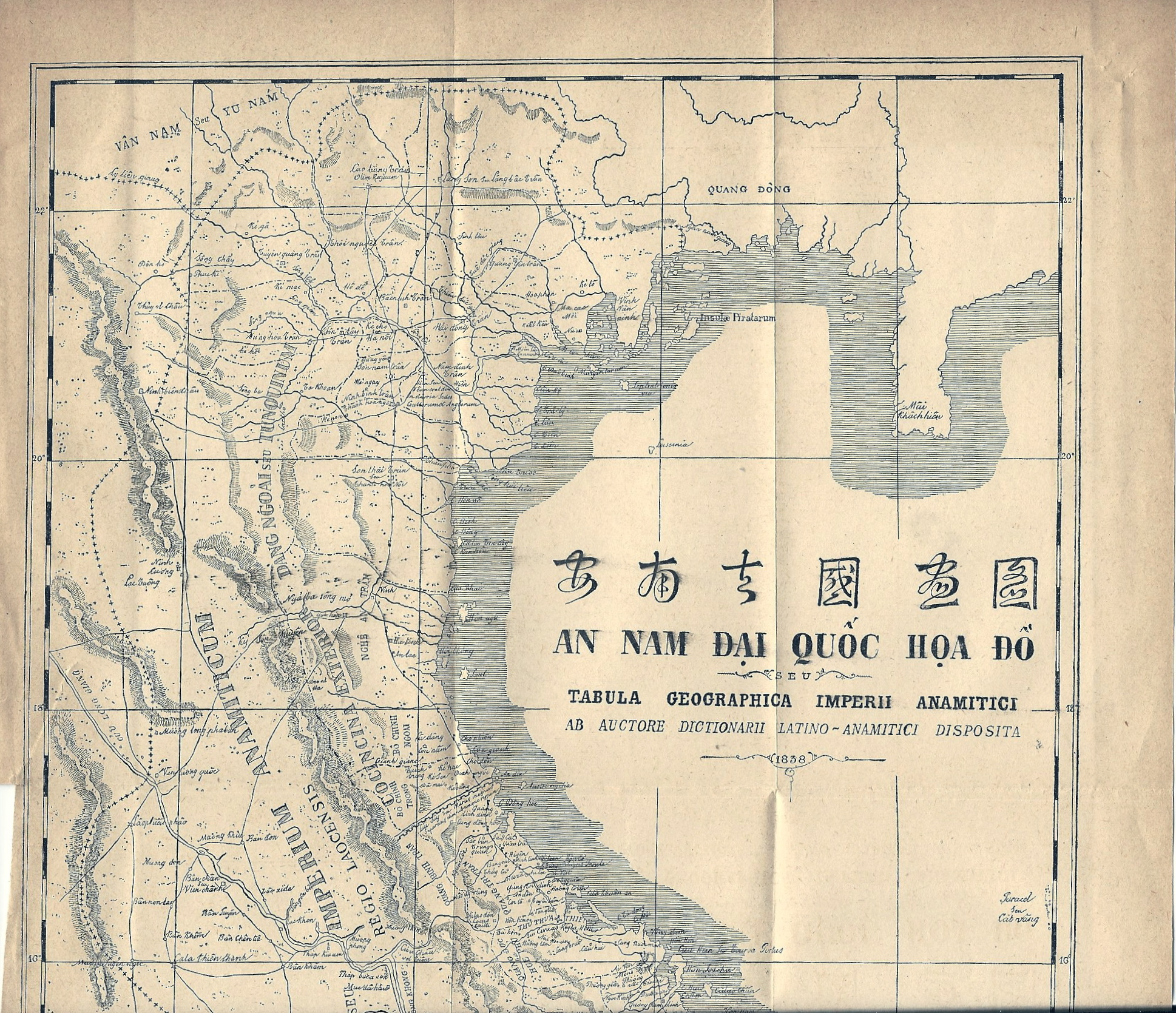
安南大國地圖中繪畫了「Paracel seu Cát vàng」在內
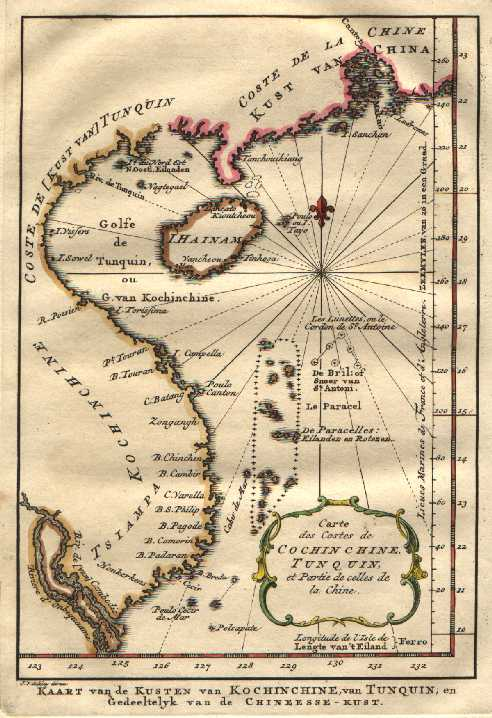
1754年在「Cochinchine Tunquin」灣中的“De Paracelles”（即西沙群島）
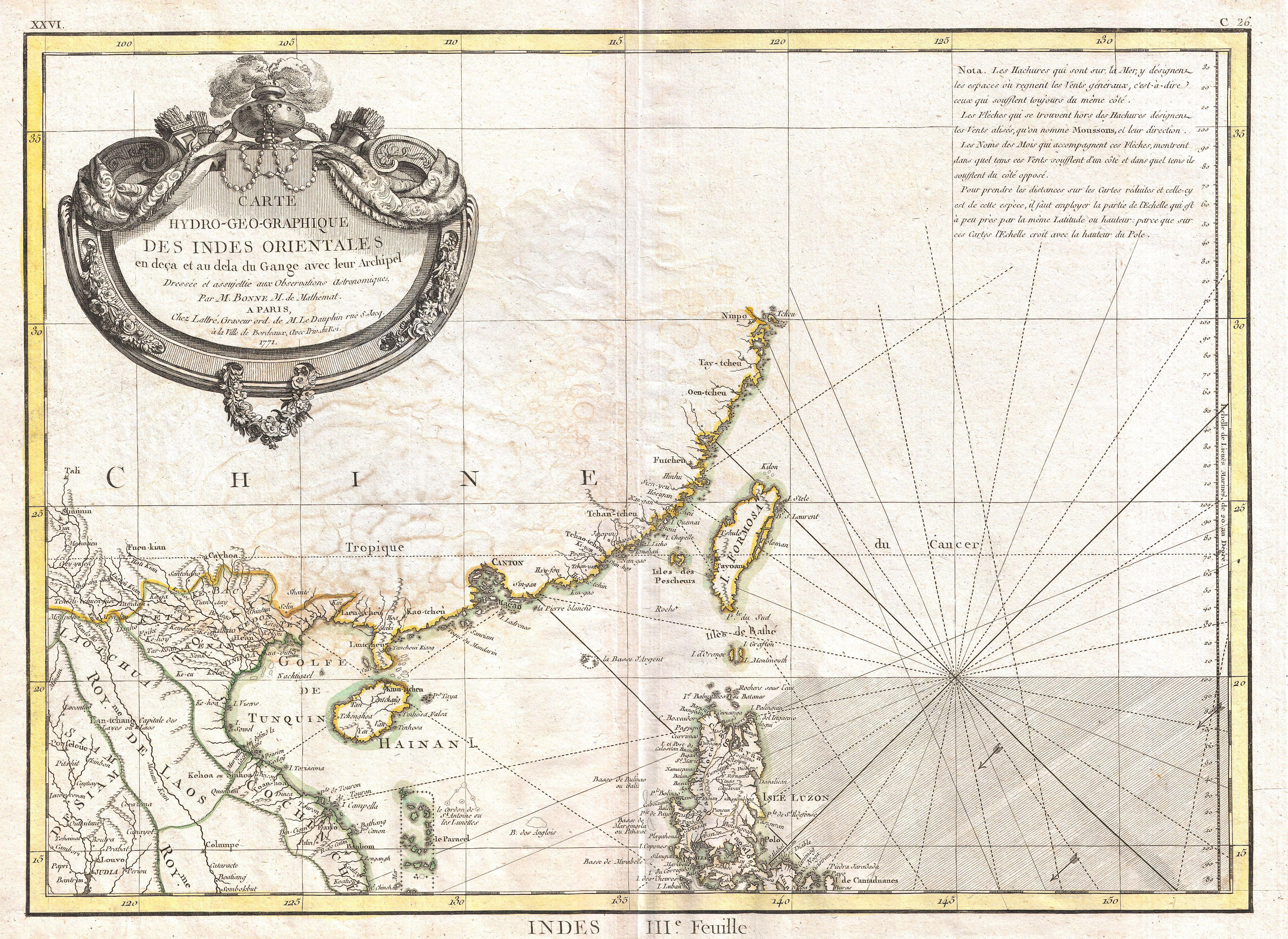
1771年法國地理家繪畫的南海地圖，西沙群島被劃入與中國大陸不同顏色的安南領土
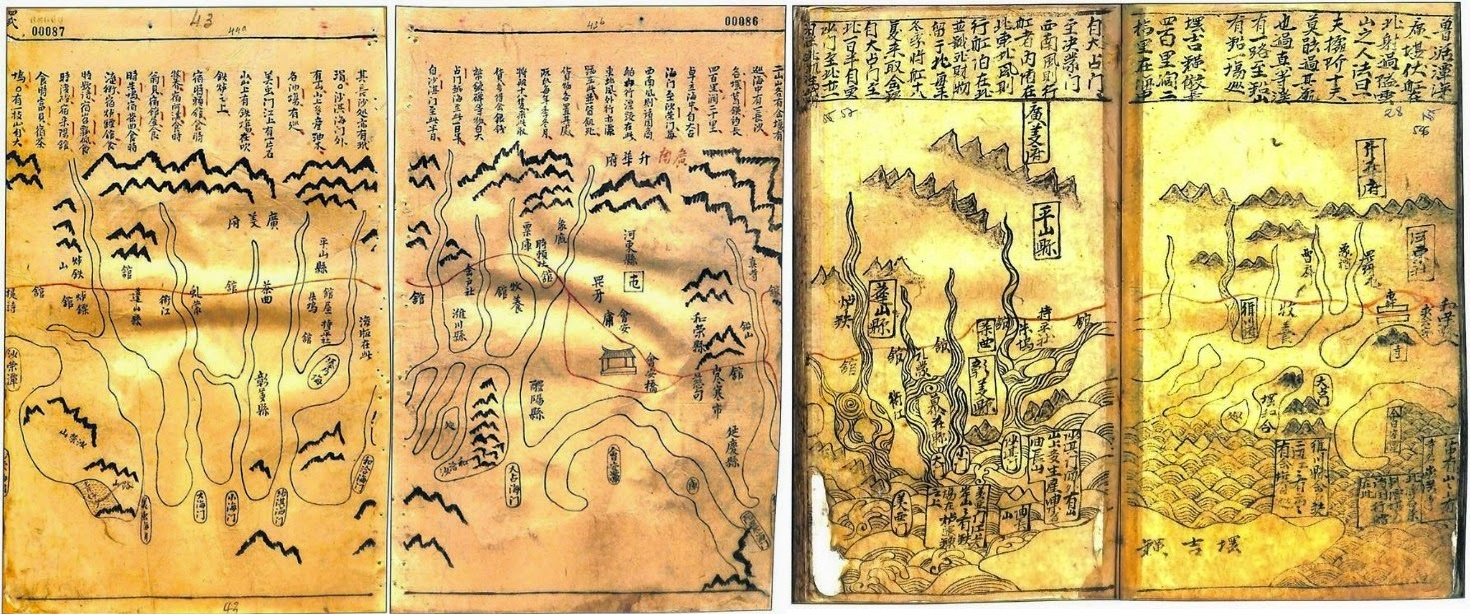
《天南四至路圖》中的黄沙群岛
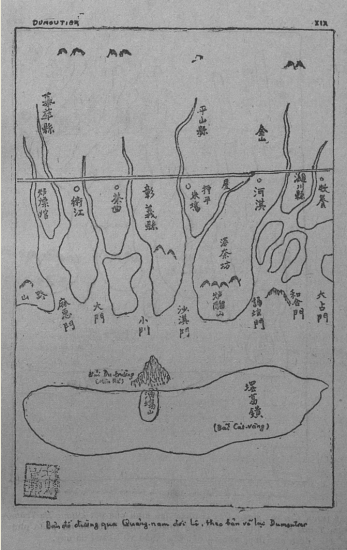
《天南路图》中的黄沙群岛（鐄葛𣺽）
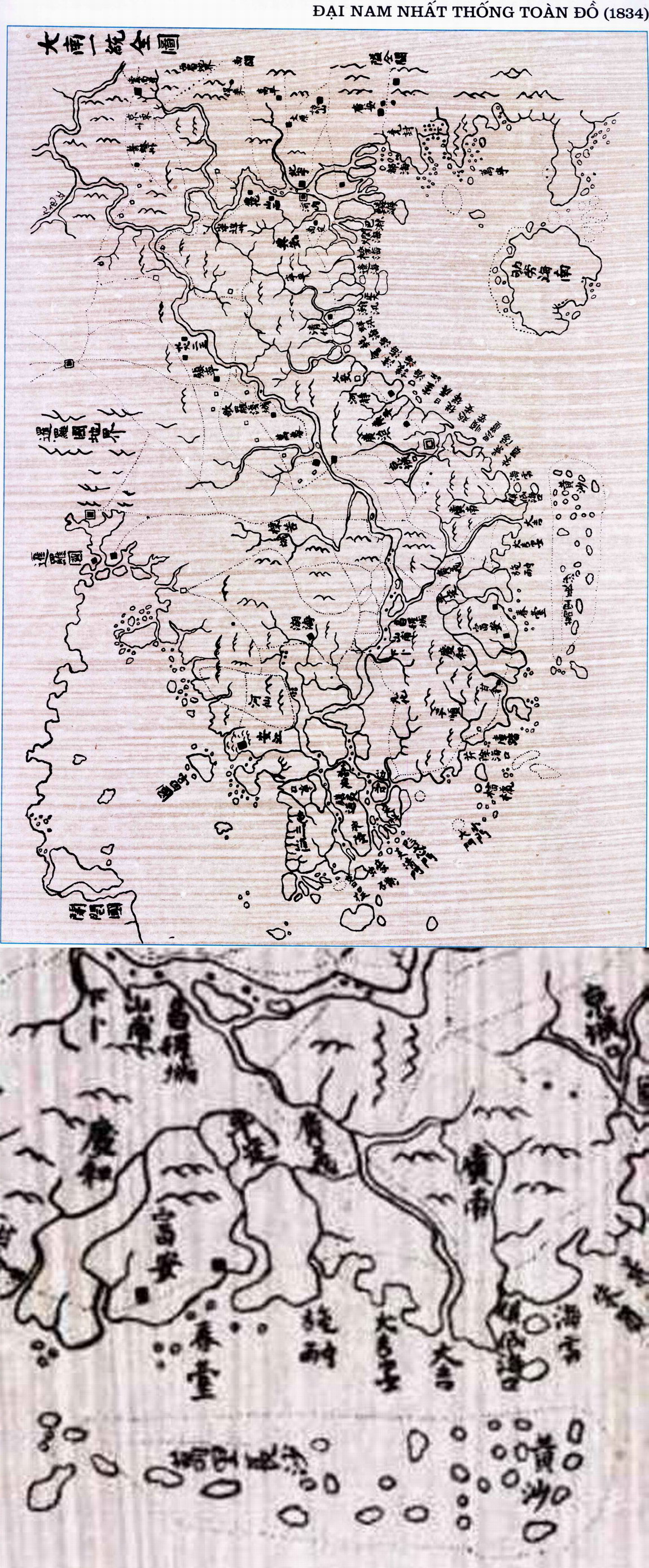
《大南一統全圖》中的黄沙（Hoàng Sa）和（Vạn lý Trường Sa）萬里長沙
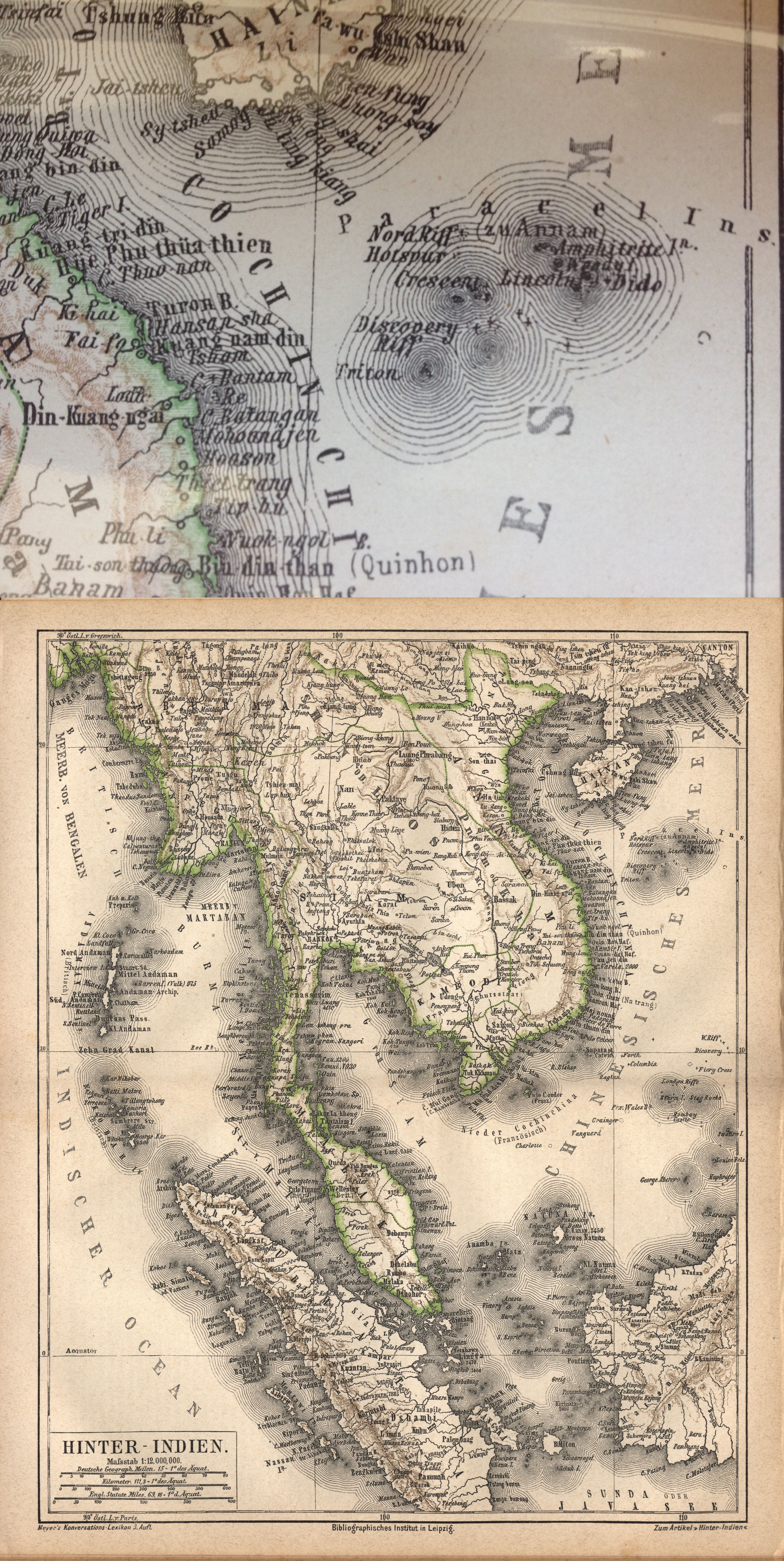
1880年德國地圖中被劃入安南領土的西沙群島

## 参阅
- 南海
- 南海诸岛
- 南沙群岛
- 西沙之战
- 三沙市